# Cordillera del Paine
Cordillera del Paine – mała grupa górska w regionie Magallanes, w chilijskiej części Patagonii. Leży 400 km na północ od Punta Arenas, a 2500 km na południe od Santiago. Tereny te należą do Parku Narodowego Torres del Paine.
Najwyższym szczytem jest Cerro Paine Grande. Jego wysokość, w zależności od źródła podawana jest między 3050 m a 2750 m. Ostatnie badania sugerują, że rzeczywista wysokość szczytu jest bliższa tej niższej wartości. Częścią tej grupy są trzy Wieże Paine należące do masywu Torres del Paine.

## Szczyty grupy
- Cerro Paine Grande – ok. 2750 m,
- Cerro Paine Chico – ok. 2650 m,
- Wieża Południowa – ok. 2500 m,
- Wieża Centralna – ok. 2460 m,
- Wieża Północna – ok. 2260 m,
- Cuerno Principal – ok. 2100 m.

## Galeria

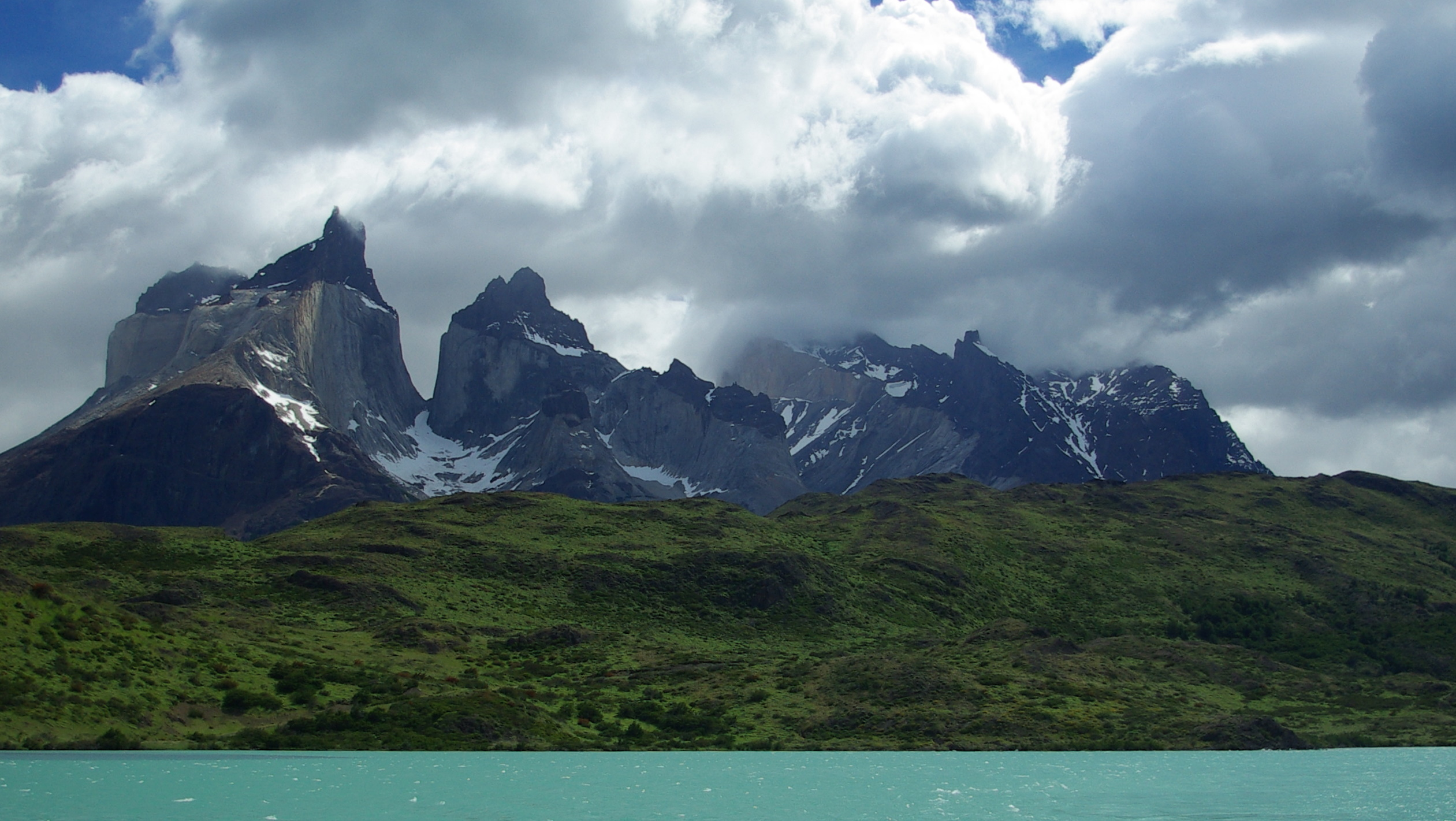
Główny masyw znad jeziora Pehoe
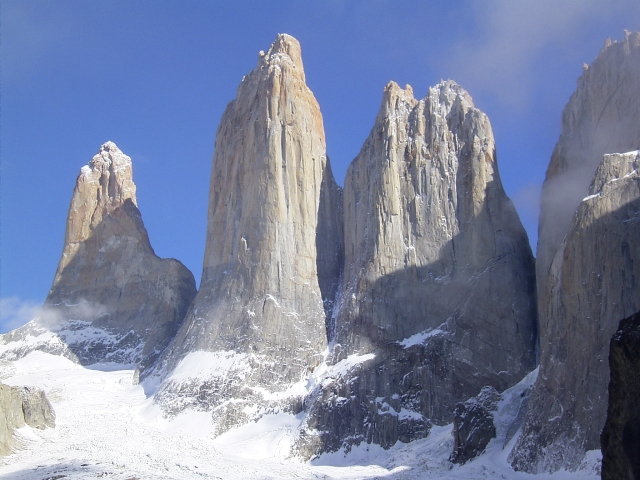
Torres del Paine
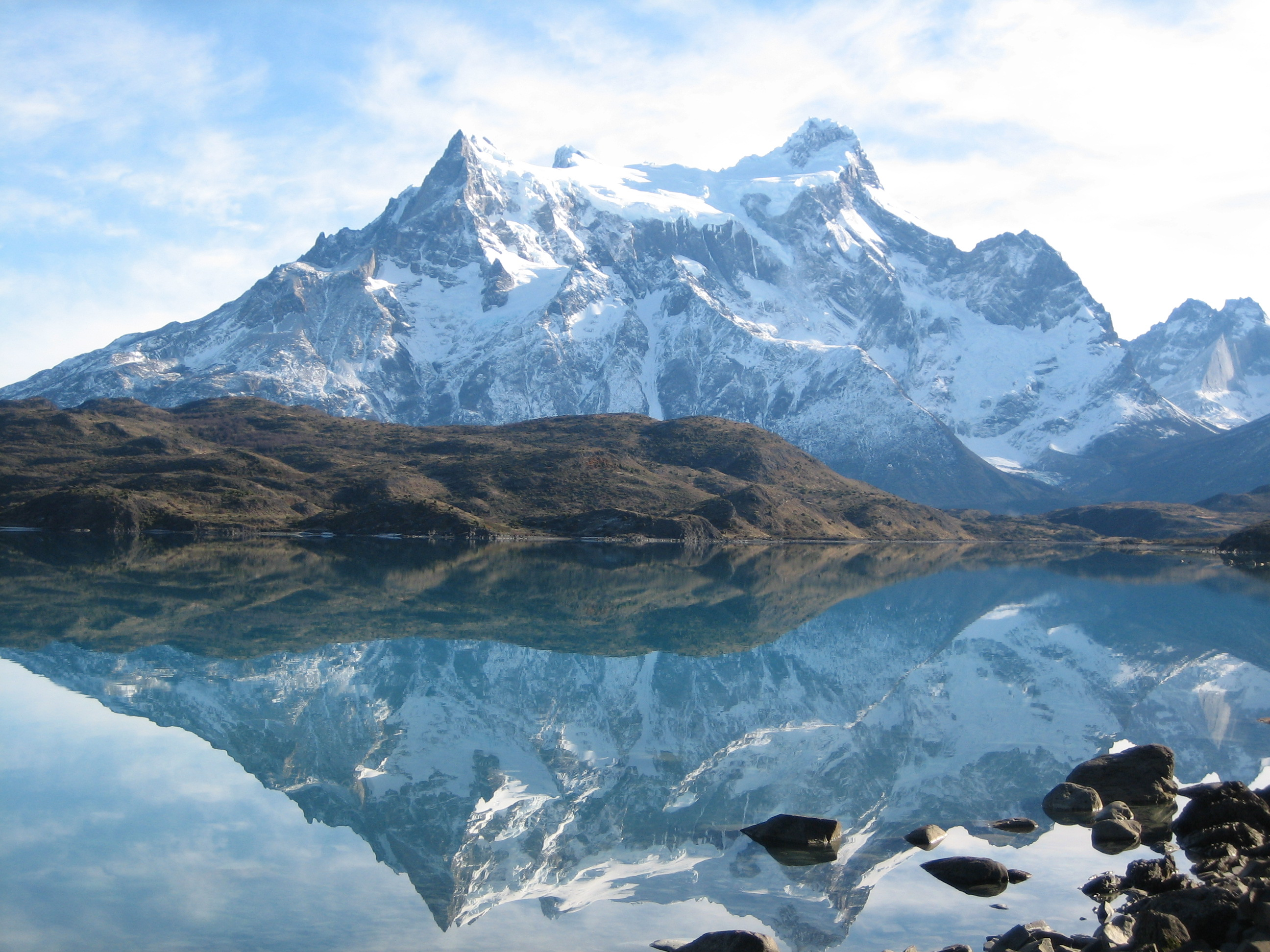
Cerro Paine Grande